# Luksemburscy posłowie do Parlamentu Europejskiego 2004–2009
Luksemburscy posłowie VI kadencji do Parlamentu Europejskiego zostali wybrani w wyborach przeprowadzonych 13 czerwca 2004.

## Lista posłów
Wybrani z listy Chrześcijańsko-Społecznej Partii Ludowej
- Erna Hennicot-Schoepges
- Astrid Lulling
- Jean Spautz

Wybrany z listy Luksemburskiej Socjalistycznej Partii Robotniczej
- Robert Goebbels

Wybrana z listy Partii Demokratycznej
- Lydie Polfer

Wybrany z listy Zielonych
- Claude Turmes